# Igantzi
Igantzi en basque ou Yanci en espagnol est une ville et une municipalité de la Communauté forale de Navarre (Espagne).
Elle est située dans la zone bascophone de la province où la langue basque est coofficielle avec l'espagnol et à 70,4 km de sa capitale, Pampelune. Le secrétaire de mairie est aussi celui d'Arantza.

## Géographie
Igantzi fait partie de la vallée de Bortziriak. Igantzi fait frontière avec Lesaka au nord, avec Etxalar à l'est et avec Arantza à l'ouest.
Au sud du village, le long de la route vers Arantza, coule la rivière Latsako erreka (rivière Latsa).

### Quartiers
Il y a plusieurs noyaux de population ou hameaux : Berrizaun, Frain, Irisarri, Unanua, Elutseta, et les quartiers de Piedad et Sarrola.

## Histoire
Les premiers textes datent de 1461. Dans un premier temps, Igantzi est une Seigneurie, ce qui lui évite l'obligation de payer des impôts au roi. 
En 1494, le dernier roi de Navarre Jean III d'Albret a permet au village le droit d'avoir un Maire et un amiral. 
En 1719, Philippe V d'Espagne et sa femme Isabelle de Farnèse y séjournent.
Jusqu'à la fin du XVIème siècle la paroisse d'Igantzi, comme celle des autres villages composant Las Cinco Villas (les cinq villages), dépendait du diocèse de Bayonne avant d'être rattachée au diocèse de Pampelune par le pape Saint Pie V

## Administration
| 2016-     | Juankar Unanua Navarro          | Junta gestora |
| 2011-2016 | María Lourdes Ibarluzea Irureta | Herri Taldea  |
| 2007-2011 | Iñaki Goienetxe                 | EAJ-PNV       |
| 2003-2007 | Jesús María Begino Garro        | Herri Taldea  |

## Langues
En 2011, 90.9% de la population d'Igantzi ayant 16 ans et plus avait le basque comme langue maternelle. La population totale située dans la zone bascophone en 2018, comprenant 64 municipalités dont Igantzi, était bilingue à 60.8%, à cela s'ajoute 10.7% de bilingues réceptifs.

### Droit
En accord avec Loi forale 18/1986 du 15 décembre sur le basque, la Navarre est linguistiquement divisée en trois zones. Cette municipalité fait partie de la zone bascophone où l'utilisation du basque y est majoritaire. Le basque et le castillan sont utilisés dans l'administration publique, les médias, les manifestations culturelles et en éducation cependant l'usage courant du basque y est présent et encouragé le plus souvent.

## festivités
Le village fête le jour de San Juan Xar, le 24 juin. Une messe a lieu dans la grotte le midi et plusieurs personnes se mouillent les pieds et boivent de l'eau des trois fontaines. La légende raconte que l'eau de la fontaine aide à soigner les problèmes de peau.

## Patrimoine

### Patrimoine civil
- Voie Verte de la Bidassoa, piste cyclable
- Réserve Naturelle de San Juan Xar

### Patrimoine religieux
- L'église paroissiale de San Miguel (Église de Saint Michel)[6] du XVIe siècle, de style gothique tardif. Durant le XVIIIe siècle, on rajoute au plan carré original les ailes, lui donnant la forme actuelle. Le retable date du XVIIe siècle et bien qu'à l'origine il ne possédait pas de tour, celui-ci date de 1940.
- Ermitage de Notre-Dame-de-Pitié, du XVIe siècle, sur la route de Lesaka. Au milieu du XXe siècle, on fit de grands travaux et on apposa un petit campanile. A remarquer la façade de pierre où figure la date de 1554, en lettres gothiques.
- Ermitage de San Juan Bautista, situé près de la rivière Latsa. Il s'agit d'une grotte creusée dans la roche avec trois fontaines sur la partie basse[7]. On attribue depuis longtemps à ces fontaines des propriétés curatives notamment contre les maladies de la peau[7]. Avant que le site ne soit rattaché à Jean le Baptiste, des offrandes y étaient faites aux laminak[7]. Du fait de la présence de l'espèce protégée Carpinus Betulus, le site a été déclaré Réserve Naturelle en 1987[7]. Outre cette espèce, le site abrite des châtaigniers centenaires[7].